# Phonophilus
Phonophilus portentosus es una especie de araña araneomorfa de la familia Lycosidae. Es el único miembro del género monotípico Phonophilus. Es originaria de Libia.